# 대림바스
대림바스(Daelim Bath)는 대한민국의 요업회사이다. 본사는 서울특별시 영등포구 버드나루로 84 제일빌딩에 있으며 회사 로고의 상징물은 북극곰이다.

## 역사
- 1966년 - (재)요업센타 설립
- 1968년 - 재단에서 주식회사로 조직변경
- 1968년 - 창원에 타일공장 준공
- 1971년 - 대림그룹에 인수, 민영화
- 1971년 - 대림요업주식회사로 사명변경
- 1992년 - 기업공개
- 1995년 - 제천 D.R.R(조립식)공장 준공
- 2007년 - 대림요업에서 대림비앤코로 사명변경
- 2025년 - 현재의 사명을 변경

## 같이 보기
- DL그룹
- 대림통상
- 변기